# Wieża Tal-Wejter
Wieża Tal-Wejter (malt. Torri tal-Wejter lub It-Torri Wejter, ang. Tal-Wejter Tower) jest to wieża w Birkirkara na Malcie, zbudowana przez Zakon św. Jana końcem XVII lub początkiem XVIII wieku. Lokalnie jest również znana jako it-Torri tal-Misħun (pol. Wieża Czajnik ang. Boiling Water Tower), w nawiązaniu do jej machikuł, znanych jako galleriji tal-misħun po maltańsku (galeria z gorącą wodą). W latach 60. wieża została częściowo rozebrana, lecz później została odbudowana. Dziś jest w raczej w stanie podupadłym.

## Historia

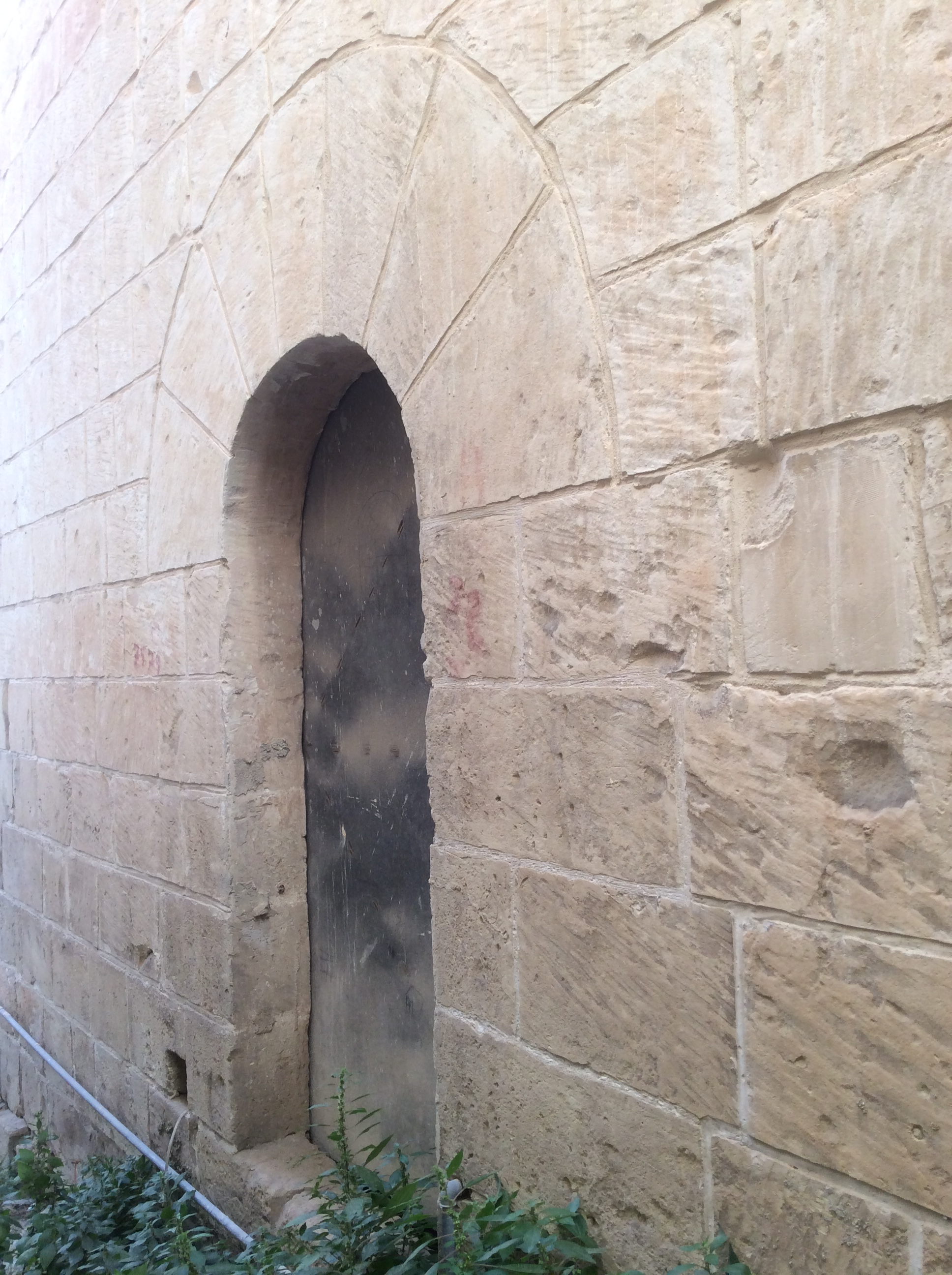
Wejście do wieży

Budowa wieży Tal-Wejter została zlecona przez Wielkiego Mistrza Ramona Perellos y Roccaful. Została ona zbudowana pod koniec XVII lub początkiem XVIII wieku. Wieża stała przy drodze wiodącej z San Ġwann i St. Julian's do Birkirkara. Teren ten jest aktualnie zabudowany i wieża otoczona jest przez współczesne budynki.
Wieżę zbudowano, aby umożliwić obserwację otaczającego terenu, oraz pośredniczyć w kontaktach pomiędzy wieżą Birkirkara i Florianą. Projekt wieży został przyjęty po rekomendacji kapitana Foulet and komendanta D'Argens, którzy byli francuskimi Rycerzami Zakonu Joannitów.
Część wieży została nielegalnie zburzona w roku 1968, lecz później ją odbudowano. Dziś wieża jest nienaruszona, lecz jej stan się pogarsza i zachodzi obawa, że może się zawalić. Budynek ma prywatnego właściciela i aktualnie jest wystawiony na sprzedaż. W roku 2012 wieża została zaliczona przez Malta Environment and Planning Authority do zabytków klasy 2.

## Architektura wieży

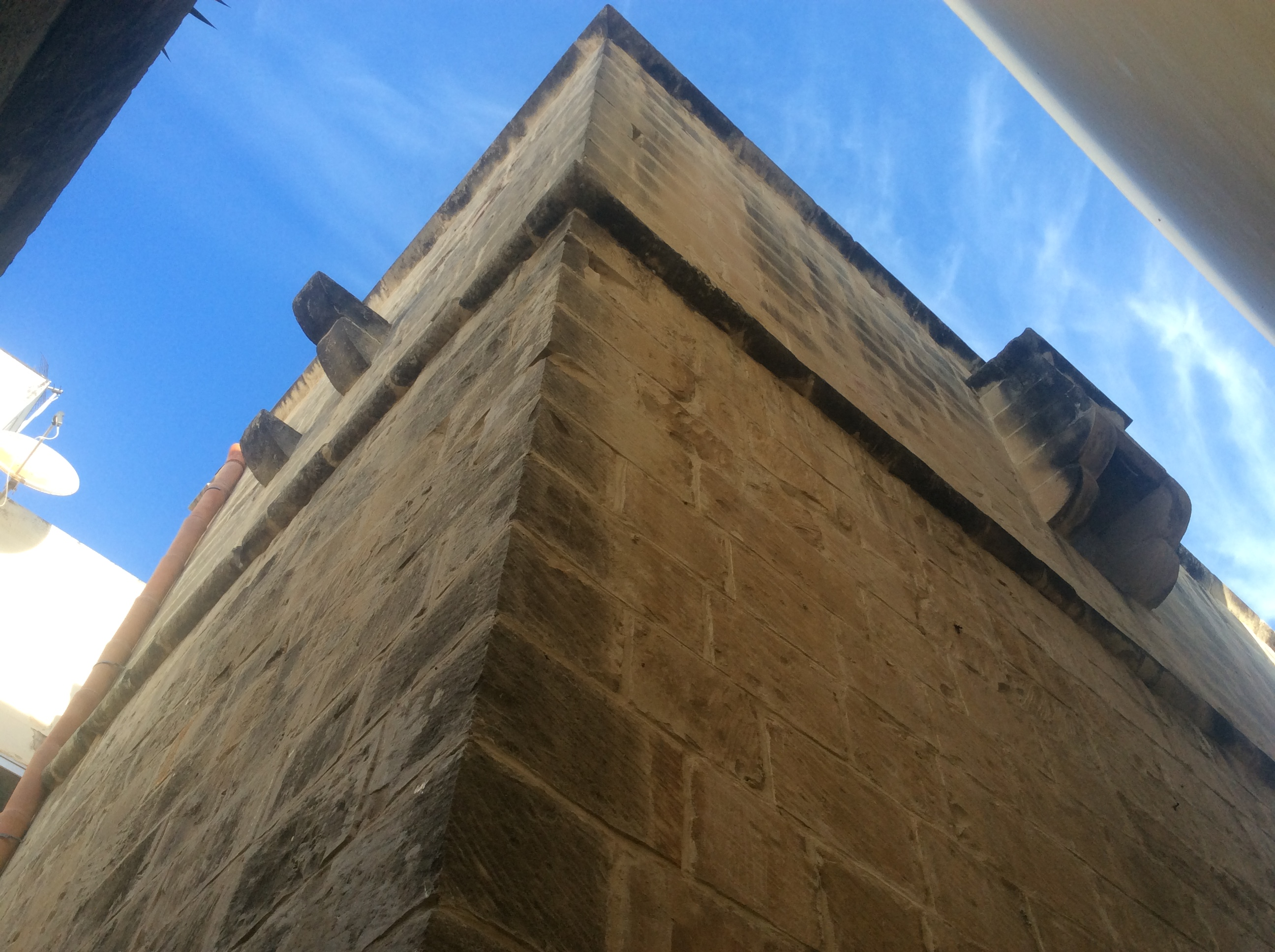
Zachodni narożnik wieży, z widocznymi dwoma machikułami

Wieża Tal-Wejter zbudowana jest na planie prostokąta i posiada trzy poziomy, z pomieszczeniem na każdym z nich. Dach otoczony jest murkiem z parapetem. Każda fasada wieży oryginalnie posiadała skrzynkowe machikuły. Wejście do wieży wiedzie przez łukowaty otwór drzwiowy, zbudowany w stylu średniowiecznym.